# Valle Verde, San Bartolo Tutotepec
Valle Verde är en ort i Mexiko.   Den ligger i kommunen San Bartolo Tutotepec och delstaten Hidalgo, i den sydöstra delen av landet, 150 km nordost om huvudstaden Mexico City. Valle Verde ligger 939 meter över havet och antalet invånare är 702.
Terrängen runt Valle Verde är kuperad söderut, men norrut är den bergig. Valle Verde ligger nere i en dal. Runt Valle Verde är det ganska tätbefolkat, med 149 invånare per kvadratkilometer. Närmaste större samhälle är San Bartolo Tutotepec, 0,62 km sydväst om Valle Verde. Omgivningarna runt Valle Verde är en mosaik av jordbruksmark och naturlig växtlighet.